# Mines and Works Act
Der Mines and Works Act, Act No. 12 / 1911 (deutsch etwa: Bergbau- und Arbeitsgesetz) ist ein 1911 in der Südafrikanischen Republik (Transvaal) verabschiedetes Gesetz, mit dem die Zuweisung von Tätigkeiten unter den Bergleuten so festgelegt wurde, dass weiße Arbeiter möglichst immer die höher qualifizierten Aufgaben ausübten.
Weißen wurden Funktionen als Aufseher für schwarze Arbeiter sowie ingenieurtechnische oder administrative Funktionen zugewiesen. Außerdem wurde bestimmt, dass nur weiße Bergleute als Sprengmeister arbeiten und das sogenannte „blasting certificate“ (deutsch Sprengerlaubnisschein) erhalten konnten. Der Sprengschein wurde in den folgenden 80 Jahren zum Symbol der Unterdrückung der Schwarzen in den Bergwerken Südafrikas. In der Sektion 4(n) des Gesetzestextes war der Umgang mit den entsprechenden Berufszertifikaten detailliert geregelt, ohne dass dabei eine wörtliche Unterscheidung zwischen „Schwarzen“ und „Weißen“ getroffen wurde.
Diesem Gesetz folgten weitere auf diesem Gebiet. Das waren der Mines and Works Regulations Act von 1912 sowie der Mines and Works Amendment Act von 1926 und 1956.

## Weblink
- Kurzbeschreibung des Mines & Works Act. auf www.nelsonmandela.org (Nelson Mandela Centre of Memory and Dialogue) (englisch)